# 尤里·日爾科夫
尤里·瓦連京諾維奇·日爾科夫（俄语：Юрий Валентинович Жирков，羅馬化：Yuriy Valentinovich Zhirkov，發音：[ˈjʉrʲɪj vəlʲɪnʲˈtʲinəvʲɪdʑ ʐɨrˈkof]；1983年8月20日—）是一位俄羅斯足球運動員。現效力於俄超球隊奇姆基，曾代表俄羅斯國家足球隊參賽，司職左翼鋒或左翼衛。他的速度和技術都非常出色，因此一些人給他“俄羅斯罗纳尔多”的綽號。

## 球會生涯

### 莫斯科中央陸軍
日爾科夫在坦波夫斯巴達開始他的職業球員生涯，司職翼鋒，一共上陣了74場比賽取得26個入球。
日爾科夫於04年1月加入莫斯科中央陸軍。他首次參加正式比賽發生在2004年3月7日在俄羅斯超級盃對莫斯科斯巴達克。最終莫斯科中央陸軍以3-1勝出，日爾科夫赢得他的第一個獎盃。
日爾科夫在莫斯科中央陸軍贏得2004-05歐洲足協盃時的決賽中，打入了中央陸軍反超比分的一球。此外日爾科夫在2006-07賽季中央陸軍對漢堡的歐冠小組賽中的一個進球被歐足聯評為該賽季的歐冠最佳進球。

### 車路士
於2009年7月6日，日爾科夫正式加盟英超勁旅車路士簽署為期4年的合約，轉會費達到1800萬英鎊，打破了2009年1月艾沙雲加盟阿仙奴的紀錄，成為轉會費最高的俄羅斯足球球員。他首次為球隊亮相是在對陣AC米蘭的友誼賽，射進了致勝的入球。在賽季前的2009年英格蘭社區盾，日爾科夫因膝蓋受傷而未能上陣，結果兩隊最終在法定時間踢成2-2，車路士在互射12碼階段以4-1擊敗曼聯，奪得冠軍。日爾科夫首次為車路士上陣的正式賽事是在9月23日，聯賽盃對陣昆士柏流浪的賽事，以左後衛身份正選上陣。

## 國家隊

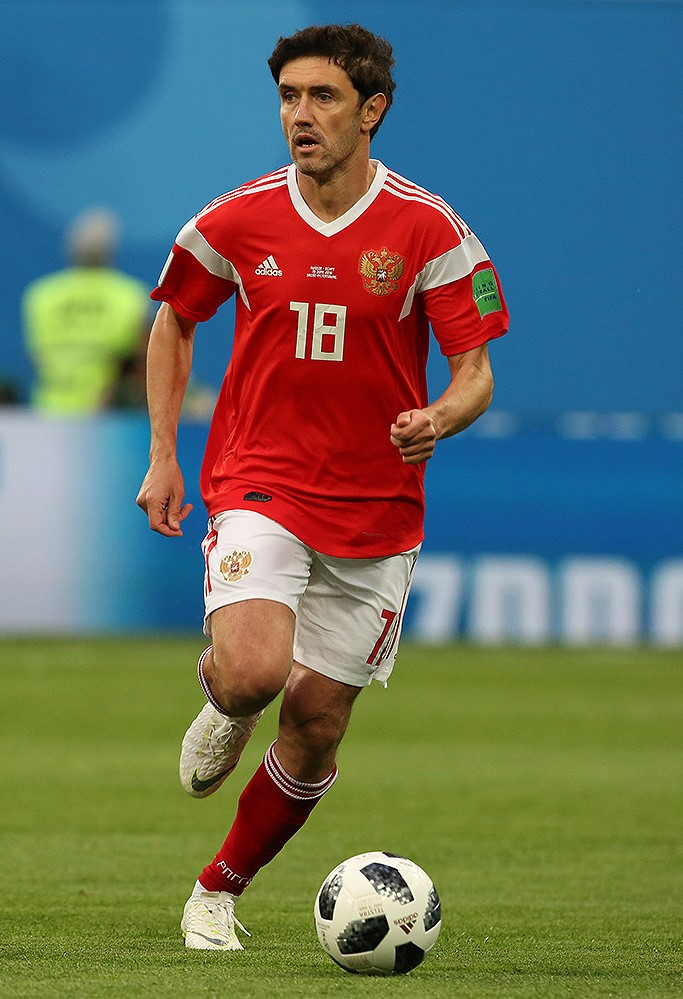
日尔科夫在2018年国际足联世界杯上代表俄罗斯国家足球队出场

日爾科夫早在2005年便入選了俄羅斯國家足球隊，於2008年入選了2008年歐洲國家盃的參賽名單，期間表現非常出色，並在2008年10月被列為金球獎的30位候選人之一。
在2009年11月18日，日尔科夫在国家队比赛中获得了他的第一张红牌 - 在俄罗斯0-1输给斯洛文尼亚的2010年国际足联世界杯附加赛次回合中，他在比赛的最后几分钟因第二次可判罚犯规被罚下场，因将一名斯洛文尼亚替补球员推倒而被罚下。
在2011年8月，日尔科夫在莫斯科与塞尔维亚的友谊赛中，每当他触球时都受到俄罗斯球迷的嘲笑，甚至在角落区域附近被人扔了一个香烟盒。球迷对他转会至安茹感到愤怒。
日尔科夫于2012年5月25日被确认为俄罗斯2020年欧洲杯阵容成员，在小组赛阶段被淘汰出局的情况下，参加了俄罗斯的所有三场比赛。
在2014年6月2日，日尔科夫被列入俄罗斯2014年世界杯阵容中。 在比赛前的最后一场热身赛中，他的第61场比赛，他用一个凌空抽射打入他的第一个国际进球，帮助俄罗斯队2-0战胜摩洛哥。 他在锦标赛中出场一次，在首场比赛中对阵韩国的1-1平局中踢了71分钟，然后被亚历山大·克尔日科夫替代。 俄罗斯再次在小组赛阶段出局。
2016年3月29日，日尔科夫在对阵法国的友谊赛中以4-2落败，打入了他的第二个国际进球，比赛在法国国家体育场进行。
日尔科夫未被包括在俄罗斯的2016年欧洲杯阵容中，但在2017年国际足联大陆杯中回归，在该赛事的所有三场比赛中都是首发。在2017年6月24日，他在俄罗斯最后一场小组赛中被罚下场，俄罗斯队以1-2输给了墨西哥。
在2018年5月11日，他被列入俄罗斯扩大的2018年世界杯阵容。 在2018年6月3日，他被列入了最终的世界杯阵容。 他在小组赛的前两场比赛中首发出场，然后在16强淘汰赛对阵西班牙的比赛中重新回到首发阵容。然而，他的伤病问题迫使他在上半场被弗拉基米尔·格拉纳特替换下场，他未能在八分之一决赛对阵克罗地亚的比赛中出场，俄罗斯最终以点球大战失利。
他在世界杯结束后宣布退出国家队。 尽管如此，他于2019年3月16日再次入选国家队，参加了对阵比利时和哈萨克斯坦的2020年欧洲杯预选赛。 在2020年11月18日，他在2020–21年欧洲足球国家联赛的比赛中为俄罗斯踢了他的第100场比赛。
2021年5月11日，他被列入俄罗斯的2020年欧洲杯初步扩展的30人阵容中。 在2021年6月2日，他被列入了最终的阵容。 他在2021年6月12日对阵比利时的首场比赛中首发出场，但在上半场不得不因腿部受伤被替换下场。 由于伤病，他没有在俄罗斯的另外两场比赛中出场，俄罗斯在小组赛中被淘汰出局。

## 主要榮譽
- 莫斯科中央陸軍
  - 歐洲足協盃冠軍：2005
  - 俄超联赛：2005，2006
  - 俄羅斯盃冠軍：2005，2006，2008，2009
  - 俄羅斯超級杯 冠軍：2004，2006，2007，2009

- 車路士
  - 英格蘭超級聯賽冠軍：2009-2010年

- 澤尼特
  - 俄超联赛：2018–19，2019–20，2020–21
  - 俄羅斯盃冠軍：2015–16，2019–20
  - 俄羅斯超級杯 冠軍：2016，2020

## 外部連結
- UEFA.com bio （页面存档备份，存于）